# Yuffie Kisaragi
Yuffie Kisaragi (ユフィ・キサラギ, Yufi Kisaragi) es una de los personajes de Final Fantasy VII. Junto a Vincent Valentine, son los personajes ocultos del juego.

## Características
Yuffie es la más joven del grupo. De carácter alegre e infantil pero a la vez mezquina, orgullosa y un tanto egoísta. Pertenece a una noble familia de ninjas. Como ninja que es, es buena en el ataque a larga distancia con el uso de armas arrojadiza, como el Shuriken.

## Final Fantasy VII

### Yuffie, la ninja
Cloud y compañía andaban por los bosques cercanos a Gongaga, cuando de repente les atacaron. No se trataba de ningún monstruo, sino de una joven ninja. La ninja no supone ningún problema para el grupo. Tras derrotarla, la joven quiere una revancha y busca la provocación, pero Cloud la ignora. La ninja desiste de su empeño y se va a marchar, pero de repente Cloud, que había visto algo en ella, le pide que se una al grupo. La joven acepta. Con solo el "Sí" a Cloud le vale, poniéndose ya en marcha, ni tan siquiera le deja presentarse. Era Yuffie Kisaragi. 

### El plan de Yuffie
Tras realizar un aterrizaje forzoso con el potrillo del Cid, caen en aguas cercanas a una isla. Viendo que todo el grupo esta a salvo, deciden bajar a tierra firme. De repente, Yuffie indica que conoce estas tierras y es mejor dar media vuelta. Pero en ese preciso momento, soldados de Shin-Ra. El grupo recrimina esta traición a Yuffie, pero ella confiesa que no tiene nada que ver con "esta", huyendo. Derrotan a los soldados, pero se dan cuenta de que les falta alguna cosa...le han robado todas las Materias, y ha sido Yuffie. No pueden hacer nada más que seguir el rastro de Yuffie, para recuperar las materias. El rastro les lleva a una ciudad de estética oriental, dedicada al turismo, Wutai.
En la ciudad, comienza la búsqueda de Yuffie. Buscando, buscando, entran en un restaurante. Dentro se encuentra con viejos conocidos: Reno, Ruda y Elena, tres miembros de los Turks. Aunque están encargados de buscar a Cloud y compañía, pero hoy no, están de vacaciones. Como no los detuvieron, siguieron con la búsqueda. Aunque están de vacaciones, Elena no acepta quedarse mirando como se escapa, siguiendo sus pasos. Cuando encontraba a Yuffie, siempre se le escapaban, hasta una de esa veces que consiguieron rodearla y la atraparon. Yuffie al verse atrapada, acepta devolver las materias. Las materias se encontraba en el sótano de su casa. Antes de devolverlas les cuenta que Wutai antes era una ciudad de guerreros, que al perder una guerra pasó a ser una ciudad turística. Con las materias robadas podía devolver la gloria de su pueblo. Cloud no estaba para escuchar, solo quería sus materias. Pero Yuffie no tenía intención de devolverlas, tendiendo una trampa en contra del grupo, y volviendo a escapar. 
Siguiendo el rastro de Yuffie por la ciudad, les lleva hasta un gran gong encima de un altar. Al hacerlo sonar, abre un pasadizo bajo el altar. Dentro se encuentran a Yuffie, pero no está sola. También estaba Elena, que se encontraban presas de un viejo conocido, Don Corneo. Tras la última vez que Cloud impidió sus planes ("tener novia"), había elegido a Yuffie y Elena como sus "nuevas novias", huyendo rápido de la vista de Cloud. Siguiendo los pasos de Don Corneo, se encuentran con Ruda y Reno, que estaban buscando a Elena. Aunque su trabajo era atrapar a Cloud, deciden trabajar juntos para salvar las vidas de Elena y Yuffie. Ruda indica que se encontraba en la estatuas de Dao-Shio. Subiendo por la estatua, al fin encuentra a Don Corneo decidiendo quien sería su nueva novia. Las chicas se encontraban suspendida en el aire. Cloud hace presencia, pero Don Corneo no se asusta porqué tiene como rehenes a las chicas, el más mínimo movimiento, dejaría caer a las chicas al precipicio. Además, tiene una sorpresa para Cloud y sus amigos, su nueva mascota. Pero ella no es rival, y es derrotada fácilmente. Don Corneo se enfada, pero aún tiene a las chicas en el poder. Y es cuando hacen presencia Reno, que intimida con solo su presencia a Don Corneo. Por la provocación está a punto de activar el dispositivo para dejar caer a las chicas, pero Ruda lanza una daga, impidiendo que pueda llevarlo a cabo. Herido y solo ante Reno, tropieza en el acantilado, cogiéndose de la repisa en último momento. Solo Reno podía salvarle, pero el no está en la labor, y le pisa las manos para caiga. Y al final acabó.
Salvada las chicas, como agradecimiento por el trabajo hecho, los turk que tenían la misión de atrapar al grupo, no lo hacen, de momento. Y ya solo falta una cosa, que Yuffie devuelva las materias. Yuffie las devuelve sin rechistar y pide disculpa, solo quería que su ciudad volviera a ser la ciudad que era antes.

## Otras Apariciones

### Ehrgeiz: God Bless the Ring
En el videojuego de lucha Ehrgeiz de PlayStation, Yuffie es uno de los personajes disponibles para jugar (junto con Cloud, Tifa, Sephiroth, Django, Vincent y Zack). Permanece oculta en principio, pero se puede desbloquear completando el modo "Arcade" con Tifa Lockhart.

### Dirge of Cerberus: Final Fantasy VII
En el videojuego de acción Dirge of Cerberus: Final Fantasy VII de PlayStation 2, Yuffie aparece en varios puntos de la historia para ayudar al protagonista, Vincent Valentine. La historia de este videojuego transcurre tres años después del final de Final Fantasy VII.

### Crisis Core: Final Fantasy VII
En el videojuego Crisis Core: Final Fantasy VII, Yuffie también hace una aparición corta en la Historia , justo cuando Zack Fair se dirige a entrar a la Mansión dentro de Wutai , es "atacado" por una joven Yuffie , Zack lo toma como un juego de niños y se hace el "moribundo", luego ella se va sin dar más problemas en Wutai.
Aunque después de acabar Wutai , Zack recibe e-mails de alguien llamada "La Princesa de los Tesoros" , y comienza a dar unas cuantas misiones que al final , Yuffie venía y robaba el "Gran Botin" , aunque en la última misión descubres que Yuffie era "La Princesa de los Tesoros" y engañaba a Zack al mismo tiempo que quería vengarse de lo sucedido en Wutai , al final Zack le hace comprender de una no muy buena forma y ella se va llorando.
Kingdom hearts : en el primer título de la saga yuffie aparece junto a squall y cid en ciudad de paso y en kingdom hearts 2 aparecen en bastion hueco/berjel radiante como comité de restauración
- Datos: Q4199411
- Multimedia: Yuffie Kisaragi / Q4199411